# Amelie Pokorná Zedníčková
Amelie Pokorná Zedníčková (* 8. listopadu 2004 Praha) je česká divadelní a filmová herečka. Jejími rodiči jsou Lucie Zedníčková a Vít Pokorný. Od mala se objevovala na televizních obrazovkách. Její první role byla v seriálu Pojišťovna štěstí, poté účinkovala v seriálu Sestřičky, objevila se například v pohádce V peřině a nebo v seriálu Krejzovi. V roce 2021 ztvárnila vedlejší roli v seriálu Hvězdy nad hlavou. V roce 2018 získala titul mistryně světa v moderním tanci.

## Filmografie
| Rok       | Název             | Role                   |
| --------- | ----------------- | ---------------------- |
| 2008      | Pojišťovna štěstí | Natálka Krausová       |
| 2011      | V peřině          | Vendulka               |
| 2018      | Krejzovi          | Vivien Flanderková     |
| 2020      | Sestřičky         | Andy Kratochvílová     |
| 2021      | Hvězdy nad hlavou | Kristýna Nejezchlebová |
| 2021–2022 | 1. mise           | Andy Kratochvílová     |
| 2021–2022 | Specialisté       | Anežka Strouhalová     |
| 2022      | Špunti na cestě   | Tereza                 |
| 2022      | Když prší slzy    |                        |
| 2025      | ZOO Nové začátky  | Marika "Happy" Pechová |